# Réserve naturelle de Søndre Tyrifjorden
La réserve naturelle de Søndre Tyrifjorden (environ 5,48 km², dont environ 0,147 km² de terre)  est une réserve naturelle norvégienne, créée  par résolution royale le 22 juin 2018, conformément à la loi du 19 juin 2009 sur la gestion de la biodiversité de la nature et sous l'égide du ministère de l'Écologie et du Climat. La zone de protection est incluse dans la zone de conservation des oiseaux de Tyrifjorden dont c'est la plus grande aire protégée. Elle est contigüe à la zone de protection du biotope de Vikersund–Bergsjø (environ 3,23 km²) et à la réserve naturelle de Vassbunn (0,12 km²), toutes deux étant un prolongement de la partie supérieure de l'endroit où se forme la rivière Drammenselva à la sortie du Tyrifjorden. La majeure partie de la réserve naturelle est située à Modum, mais la zone allant de Henåvika dans le sud  à Nakkerudtangen au nord, est située dans la commune de Ringerike.
La réserve naturelle préserve un type de nature spécifique sous la forme d'une grande zone humide qui est d'une grande importance écologique. Les vastes zones d'eaux souterraines avec des vasières, des baies et des criques sont d'une valeur particulière pour la vie des oiseaux. La zone humide est un lieu de migration et d'hivernage pour les oiseaux des zones humides. 
Les trois nouvelles aires protégées ont pris le relais et recouvrent l'ancienne zone de protection de la faune de Tyrifjorden laquelle est officiellement intégrée à la zone de protection du biotope de Vikersund–Bergsjø.